# Het Ministerie van Miserie
Het Ministerie van Miserie was een Vlaams komisch radioprogramma dat van 2002 tot en met 2003 op Studio Brussel uitgezonden werd. Het werd gepresenteerd door Steven Van Herreweghe. 
Het programma bestond vooral uit archiefmateriaal dat door Van Herreweghe's bindteksten aan elkaar werd gepraat. Veel archiefopnames waren sketches en humoristische liedjes.  Een groot deel bestond echter ook uit zaken die eerder onbedoeld hilarisch overkwamen, zoals obscure singletjes van Bekende Vlamingen, fragmenten uit platen voor kinderen en bizarre muziek uit de gigantische platencollectie van Jan De Smet. De Smet was ook zelf geregeld te gast in het programma. 
Komiek Iwein Segers had ook een item in het programma: "Onder de Perenboom". 
De begintune van "Het Ministerie van Miserie" was het muziekje dat speelt vooraleer je video of dvd daadwerkelijk begint te spelen en je eerst informatie rond videobeveiliging krijgt te lezen. 